# سيدريك بيولين
سيدريك بيولين (بالفرنسية: Cédric Pioline)‏ هو لاعب كرة مضرب فرنسي ولد في 15 يونيو 1969 بدأ الاحتراف في الكرة الصفراء في 1989 واعتزل في 2002.

## روابط إضافية
- سيدريك بيولين على موقع رابطة محترفي التنس (الإنجليزية)
- سيدريك بيولين على موقع الاتحاد الدولي لكرة المضرب (الإنجليزية)
- سيدريك بيولين على موقع كأس ديفيز (الإنجليزية)
- سيدريك بيولين على موقع خلاصة التنس.كوم (الإنجليزية)